# Karibi barátfóka
A karibi barátfóka (Monachus tropicalis) az emlősök (Mammalia) osztályának ragadozók (Carnivora) rendjébe, ezen belül a fókafélék (Phocidae) családjába tartozó faj.
A 20. században kipusztult.

## Előfordulása
A karibi barátfóka valaha a Karib-tenger partjain mindenütt honos volt, a Bahama-szigetektől és Floridától a Yucatán-félszigetig, a Kis-Antillákon és Dél-Amerika északi részén.

## Megjelenése
A hímek tömege átlagosan 200 kilogramm, hossza pedig 2,4 méter volt. A nőstények kisebb méretűek voltak, testtömegük átlagosan 70-140 kilogramm lehetett.
|  |

## Életmódja
Ragadozó életmódot élt. Fő táplálékai fejlábúak, homár, angolnafélék és egyéb halfajták voltak.

## Kihalása
Ez a faj volt az első újvilági emlős, mellyel Kolumbusz hajósai találkoztak és amelyet vadásztak is. A barátfóka szerepel Kolumbusz második útjáról írt beszámolójában is. Az egykor gyakori fajt azóta kíméletlenül mészárolták húsáért, zsírjáért és mert versenytársa volt a halászoknak. 
A barátfókák rendkívüli szelídsége megkönnyítette irtásukat. A 19. század végéig folytatódott a pusztítás, s az 1880-as évekre, mielőtt még a tudomány részletesen megismerhette volna, a barátfóka már ritka faj lett.
Az utolsó kolóniát a Jamaica és Honduras közötti aprócska korallszigeteken, Serranilla Bank-on figyelték meg 1952-ben. Azóta nem észlelték a fajt, mely az általános feltételezés szerint az ötvenes évek elején végleg eltűnt.

## Külső hivatkozások
- A faj szerepel a Természetvédelmi Világszövetség Vörös Listáján. IUCN. (Hozzáférés: 2009. szeptember 20.)
- Képek a fajról